# Prix W. O. Mitchell
Pour les articles homonymes, voir Mitchell.
Le prix W. O. Mitchell est un prix littéraire canadien qui a été créé en 1997 pour rendre hommage à l'humanisme du romancier et dramaturge W. O. Mitchell (en), et pour prolonger son œuvre de mentor.
Les règlements du prix stipulent qu'à tous les trois ans le récipiendaire du prix doit être francophone.
Une bourse de 15 000 $ est remise au lauréat.

## Lauréats
- 1998 : Barry Callaghan
- 1999 : Austin Clarke
- 2000 : Marie-Claire Blais
- 2001 : Audrey Thomas
- 2002 : Leon Rooke
- 2003 : Nicole Brossard